# Kopfstand, Madam!
Kopfstand, Madam! ist ein deutscher Spielfilm des Regisseurs Christian Rischert aus dem Jahr 1966 mit Miriam Spoerri, Herbert Fleischmann und Heinz Bennent in den Hauptrollen. Das Drehbuch hatte der Regisseur selbst zusammen mit Christian Geissler und Alfred Neven DuMont verfasst. In die Kinos kam der Streifen erstmals am 2. März 1967.

## Handlung
Es geht um die Ehe zwischen Karin und Robert. Er ist Werftingenieur und das, was man gutsituiert nennt; sie arbeitete früher als Dolmetscherin und ist jetzt Mutter der kleinen Bettina. Effektvolle Höhepunkte gibt es im Leben der drei nicht; am Wochenende fahren sie mit einem befreundeten Ehepaar, Heinz und Bärbel, hinaus in ihr Bootshaus an einem See zum Fischen. „Normalerweise“ müssten sie glücklich sein.
Doch Karin bricht aus dem geordneten Rahmen aus. Die Ehe erfüllt sie angeblich nicht mehr. Sie fühlt sich von Robert unverstanden, weil der nicht will, dass sie wieder arbeitet, und sie macht im Übrigen ein Stadium der Unzufriedenheit mit sich selbst durch. Die junge Frau wendet sich Ulrich, einem Bekannten ihres Mannes, zu. Sie findet jedoch auch dort nur Forderungen, dazu Oberflächlichkeit; es bleibt bei einem äußerlichen, spielerischen Verhältnis, das sie rasch aufgibt. Karin will sich trotzdem von ihrem Mann trennen. Aus einem wichtigen Gespräch mit ihm geht hervor, dass sie den Schritt nicht bereut, dass sie ihrer Ansicht nach der Verzeihung nicht bedarf, weil sie sich im Recht glaubt. Nur leid tut es ihr. Damit endet der Film. Ob es wirklich zur Scheidung kommt, lässt er offen.

## Kritik
„Erstlingsfilm eines deutschen Regieautors, der durch seinen zurückhaltend-kühlen Stil besticht, sein Problem – die Gleichberechtigung der Frau – aber lediglich anschneidet.“

„Das auf eine Art «Modellfall» reduzierte Drama ist überwiegend aus sachlicher Distanz und mit Natürlichkeit gestaltet. Einige Vereinfachungen muß man bei dieser Erstlingsarbeit des talentierten Regisseurs allerdings in Kauf nehmen. Erwachsenen zu empfehlen.“

„Prädikat «Besonders Wertvoll»“